# جورج کنستانتین (راننده مسابقه)
جورج جی. کنستانتین (انگلیسی: George J. Constantine؛ زادهٔ ۲۲ فوریهٔ ۱۹۱۸ در ساتبریج، ماساچوست، درگذشتهٔ ۷ ژانویهٔ ۱۹۶۸ در نیویورک سیتی، نیویورک) رانندهٔ مسابقات اتومبیل‌رانی فرمول یک اهل ایالات متحده آمریکا بود که در فصل ۱۹۵۹ در مجموع در یک گراند پری شرکت کرد، اما موفق به کسب هیچ امتیازی نشد.
کنستانتین در ۷ ژانویهٔ ۱۹۶۸ در نیویورک سیتی، نیویورک درگذشت.